# میل چاهک
میل سنگی چاهک مربوط به دوره ساسانی است و در شهرستان جعفرآباد، بخش قاهان، روستای چاهک واقع شده است. این اثر در تاریخ ۲ آبان ۱۳۸۲ با شماره ثبت ۱۰۵۶۵ به عنوان یکی از آثار ملی ایران به ثبت رسیده است.